# Karnes City
Karnes City är administrativ huvudort i Karnes County i Texas sedan 1894. Orten har fått sitt namn efter militären Henry Carnes. Enligt 2010 års folkräkning hade Karnes City 3 042 invånare.